# منگووال غربی
منگووال غربی (به انگلیسی: Mangowal Gharbi) یک منطقهٔ مسکونی در پاکستان است که در ناحیه گجرات واقع شده‌است. منگووال غربی ۶۰٬۰۰۰ نفر جمعیت دارد.